# Saison 5 de Fais pas ci, fais pas ça
 (juillet 2023).
Si vous disposez d'ouvrages ou d'articles de référence ou si vous connaissez des sites web de qualité traitant du thème abordé ici, merci de compléter l'article en donnant les références utiles à sa vérifiabilité et en les liant à la section « Notes et références ».
Chronologie
Saison 4 Saison 6
Cet article présente la cinquième saison de la série télévisée française Fais pas ci, fais pas ça.
La cinquième saison comprend huit épisodes, elle est tournée pour l'essentiel à Sèvres d'avril à août 2012 ; plusieurs scènes sont par ailleurs tournées au Québec. Sa diffusion a débuté le mercredi 7 novembre 2012 sur France 2.

## Résumé de la saison
Dans cette saison Fabienne Lepic part au Québec pour représenter sa municipalité trois semaines durant. Renaud Lepic se rapproche de Tatiana, a tel point qu'en rentrant du Québec, sa femme croit qu'il a eu une aventure avec elle. Il devient numéro 1 de chez Binet par intérim, puis, plus tard, de manière définitive. Mais il se rendra compte que ce poste n'est pas fait pour lui. Les relations de Tiphaine et Christophe sont compliquées : en effet, Christophe a rompu avec Tiphaine pendant des fiançailles à la médiévales dès le premier épisode.

## Épisodes

### Épisode 1:Le bonheur, c'est maintenant!
- France : 7 novembre 2012 sur France 2

- André Manoukian (l'ex-mari de Valérie)
- Jonathan Lambert (Roberto Taquet, l'éditeur de Denis)
- Julien Poulin (Baptiste Jolicoeur, maire de la ville Québécoise)

### Épisode 2:L'Été indien
- France : 7 novembre 2012 sur France 2

- Julien Lepers
- Arnaud Henriet (Julien Tourbet)

### Épisode 3:Hommes au bord de la crise de nerfs
- France : 14 novembre sur France 2

- Isabelle Nanty (Christiane Potin)
- Jonathan Lambert (Roberto Taquet, l'éditeur de Denis)
- Frédérique Bel (Tatiana Lenoir)
- Julien Poulin (Baptiste Jolicoeur, maire de la ville Québécoise)
- Chantal Jourdan (Jacquette Jolicoeur, femme du maire)

### Épisode 4:Être (ou ne pas être) une femme
- France : 14 novembre 2012 sur France 2

- Isabelle Nanty (Christiane Potin)
- Frédérique Bel (Tatiana Lenoir)
- Cécile Rebboah (Corinne, la collègue de Valérie)
- Muriel Combeau (Samantha, la boss de Valérie)
- Julien Poulin (Baptiste Jolicoeur, maire de la ville Québécoise)
- Chantal Jourdan (Jacquette Jolicoeur, femme du maire)

### Épisode 5:L'Effet Tatiana
- France : 21 novembre 2012 sur France 2

- Isabelle Nanty (Christiane Potin)
- Frédérique Bel (Tatiana Lenoir)
- Cécile Rebboah (Corinne, la collègue de Valérie)
- Muriel Combeau (Samantha, la boss de Valérie)
- Julien Poulin (Baptiste Jolicoeur, maire de la ville Québécoise)
- Chantal Jourdan (Jacquette Jolicoeur, femme du maire)
- François Morel (Balu, un client de Renaud Lepic)

### Épisode 6:Super Lepic!
- France : 21 novembre 2012 sur France 2

- Isabelle Nanty (Christiane Potin)
- Frédérique Bel (Tatiana Lenoir)
- Julien Poulin (Baptiste Jolicoeur, maire de la ville Québécoise)
- Chantal Jourdan (Jacquette Jolicoeur, femme du maire)
- François Morel (Balu, un client de Renaud Lepic)
- Éva Darlan (Monique, la mère de Valérie Bouley)

### Épisode 7:On ne badine pas avec l'amour
- France : 28 novembre 2012 sur France 2

- Daniel Herrero (lui-même)
- Frédérique Bel (Tatiana Lenoir)
- Cécile Rebboah (Corinne, la collègue de Valérie)
- Muriel Combeau (Samantha, la boss de Valérie)

### Épisode 8:Le Joker connerie
- France : 28 novembre 2012 sur France 2

- Frédérique Bel (Tatiana Lenoir)
- Éva Darlan (Monique, la mère de Valérie Bouley)
- Cécile Rebboah (Corinne, la collègue de Valérie)
- Corinne Masiero (Solange, la sœur de Fabienne)